# Liste der Biografien/Schur
Liste der Biografien |
Portal Biografien |
Personensuche
# |
A |
B |
C |
D |
E |
F |
G |
H |
I |
J |
K |
L |
M |
N |
O |
P |
Q |
R |
S |
T |
U |
V |
W |
X |
Y |
Z |
?
 
Sa |
Sb |
Sc |
Sd |
Se |
Sf |
Sg |
Sh |
Si |
Sj |
Sk |
Sl |
Sm |
Sn |
So |
Sp |
Sq |
Sr |
Ss |
St |
Su |
Sv |
Sw |
Sy |
Sz
 
Sca–Sce |
Sch |
Sci–Scz
 
Scha |
Schc |
Schd |
Sche |
Schg |
Schi |
Schj |
Schk |
Schl |
Schm |
Schn |
Scho |
Schp |
Schr |
Schs |
Scht |
Schu |
Schv |
Schw |
Schy
 
Schua |
Schub |
Schuc |
Schud |
Schue |
Schuf |
Schug |
Schuh |
Schui |
Schuk |
Schul |
Schum |
Schun |
Schuo |
Schup |
Schuq |
Schur |
Schus |
Schut |
Schuu |
Schuv |
Schuw |
Schuy |
Schuz
Die Liste der Biografien führt alle Personen auf, die in der deutschsprachigen Wikipedia einen Artikel haben. Dieses ist eine Teilliste mit 263 Einträgen von Personen, deren Namen mit den Buchstaben „Schur“ beginnt.

## Schur
- Schur, Alexander (* 1971), deutscher Fußballspieler
- Schur, Axel (1891–1930), deutscher Mathematiker, Hochschullehrer
- Schur, Edwin M. (* 1930), US-amerikanischer Soziologe und Kriminologe
- Schur, Erna (* 1897), deutsche Psychologin
- Schur, Ernst (1876–1912), deutscher Lyriker, Kunstschriftsteller und Kritiker
- Schur, Ferdinand (1799–1878), deutsch-österreichischer Botaniker, Chemiker und Fabrikant
- Schur, Friedrich (1856–1932), deutscher Mathematiker
- Schür, Frits (* 1950), niederländischer Radrennfahrer
- Schur, Hans Christian (* 1983), dänischer Basketballspieler
- Schur, Hans-Georg (* 1950), deutscher Fußballtorwart
- Schur, Hartwig (* 1947), deutscher Eishockeyspieler und -trainer
- Schur, Heinrich (1871–1953), österreichischer Mediziner
- Schur, Issai (1875–1941), deutscher Mathematiker
- Schur, Jakow Schebselewitsch (1908–1986), sowjetischer Physiker
- Schur, Jan (* 1962), deutscher RadsportlerJan Schur (* 1962)

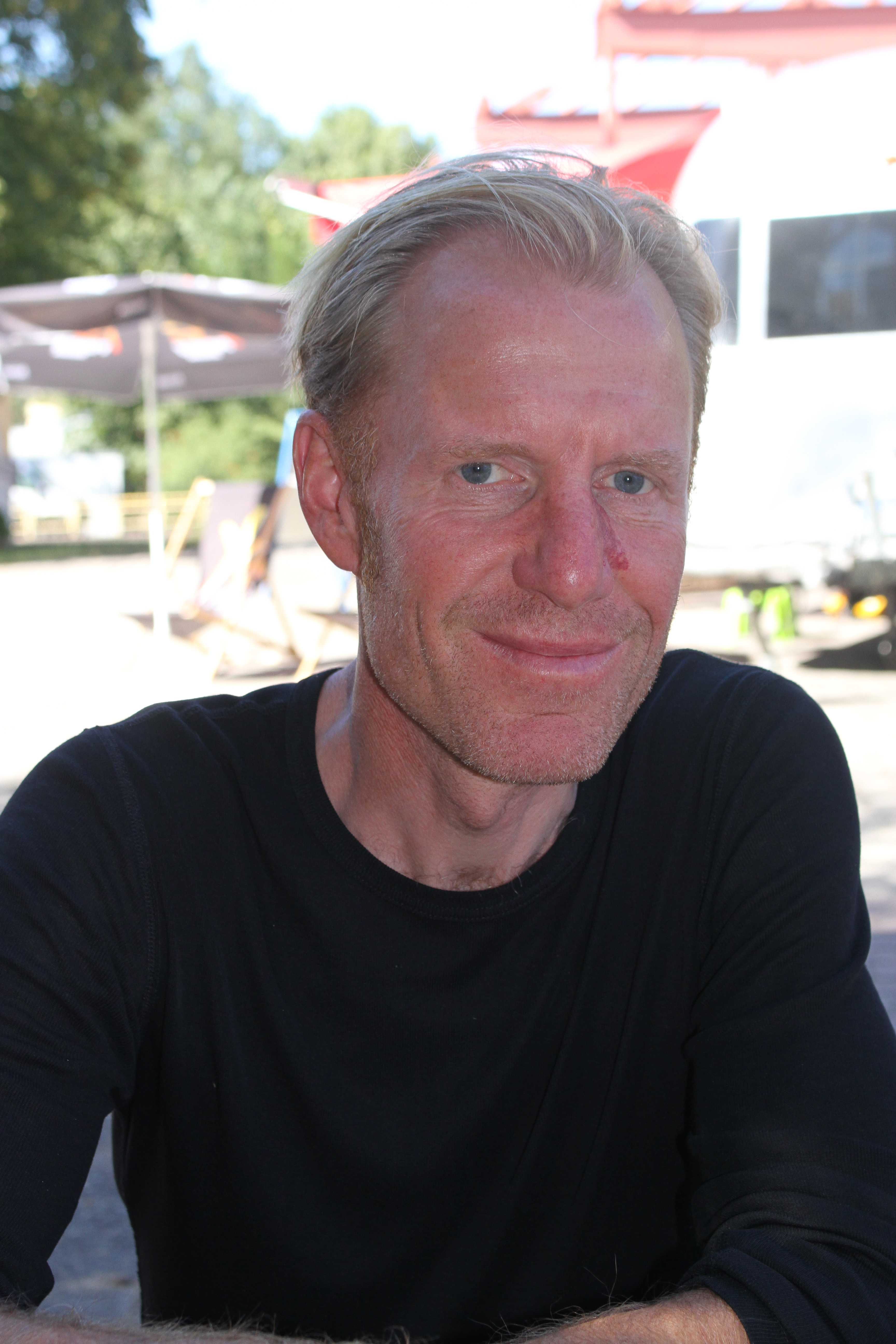
Jan Schur (* 1962)

- Schur, Max (1897–1969), österreichischer Arzt und Psychoanalytiker
- Schur, Michael (* 1975), US-amerikanischer Drehbuchautor, Fernsehproduzent, Fernsehregisseur und Schauspieler
- Schur, Moritz (1860–1933), österreichischer Textilunternehmer
- Schur, Richard (* 1971), deutscher Maler
- Schur, Täve (* 1931), deutscher Radrennfahrer und Politiker (PDS), MdV, MdBTäve Schur (* 1931)

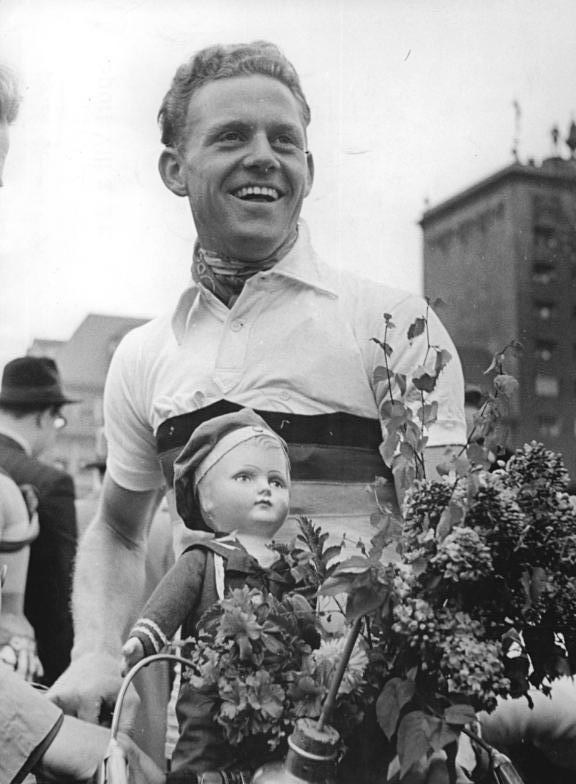
Täve Schur (* 1931)

- Schur, Werner (1888–1950), deutscher Althistoriker
- Schur, Wilhelm (1846–1901), deutscher Astronom
- Schur, Willi (1888–1940), deutscher Schauspieler, Sänger und Regisseur

### Schura
- Schura-Bura, Michail Romanowitsch (1918–2008), sowjetisch-russischer Mathematiker, Informatiker und Hochschullehrer
- Schurahbīl ibn Simt, arabischer Militärführer
- Schurakiwskyj, Wassyl (* 1991), ukrainischer nordischer Skisportler
- Schuran-Simmert, Christel (1950–2014), deutsche Politikerin (GRÜNE), MdL
- Schurath, Günter (1929–2004), deutscher Diplomat, Botschafter der DDR
- Schurawel, Natalija Borissowna (1942–2006), sowjetische bzw. russische Schauspielerin und Synchronsprecherin
- Schurawko, Oleksij (1974–2022), ukrainischer Politiker
- Schurawljow, Alexander Alexandrowitsch (* 1965), russischer General
- Schurawljow, Firs Sergejewitsch (1836–1901), russischer Genremaler
- Schurawljow, Juri Igorewitsch (* 1996), russischer Fußballspieler
- Schurawljow, Juri Iwanowitsch (1935–2022), sowjetisch-russischer Mathematiker und Hochschullehrer
- Schurawljow, Wassili Nikolajewitsch (1904–1987), sowjetischer Filmregisseur
- Schurawljowa, Angelina Wladimirowna (* 1996), russische Tennisspielerin
- Schurawljowa, Olha (* 1936), ukrainische Schauspielerin und Dichterin
- Schurawlow, Violetta (* 1986), deutsche SchauspielerinVioletta Schurawlow (* 1986)

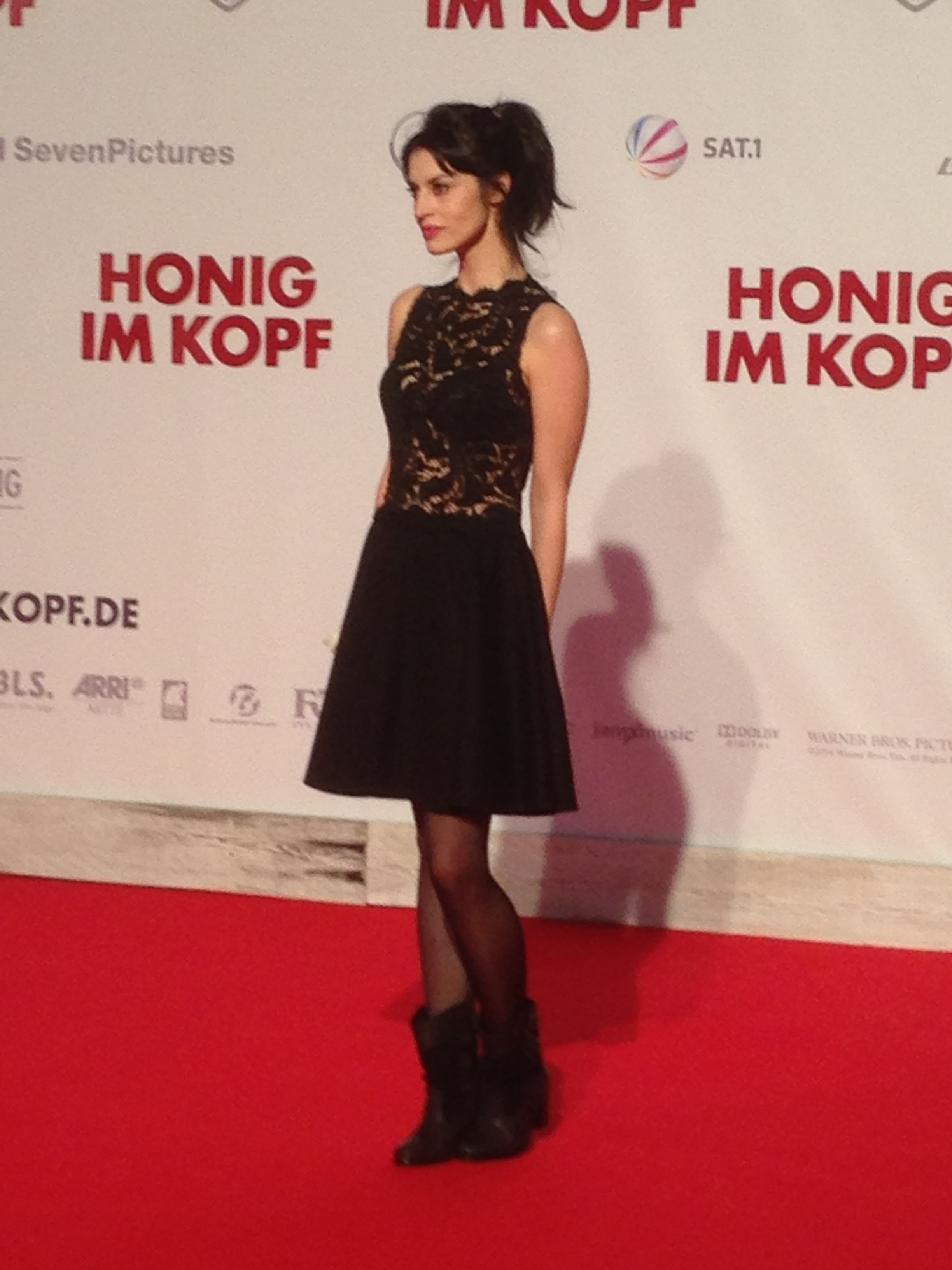
Violetta Schurawlow (* 1986)

- Schurawlowa, Ljudmyla (* 1946), sowjetische Astronomin
- Schurawok, Julija (* 1994), ukrainische Biathletin
- Schurawski, Dmitri Iwanowitsch (1821–1891), russischer Brückenbau-Ingenieur und Physiker

### Schurb
- Schurbin, Alexander Gennadjewitsch (* 1992), russischer Tennisspieler
- Schurbin, Lew Alexandrowitsch (* 1978), russischer Komponist und Bratschist

### Schurc
- Schürch, Anna (* 1975), Schweizer Kunstwissenschaftlerin und Kunstvermittlerin
- Schürch, Dorothea (* 1960), Schweizer Musikerin und Klangkünstlerin
- Schürch, Ernst (1875–1960), Schweizer Journalist
- Schürch, Gerhard S. (* 1953), Schweizer Holzschneider, Grafiker, Maler und Verleger
- Schürch, Gerhart (1910–1994), Schweizer Politiker (FDP)
- Schürch, Hermann (1881–1957), Schweizer Bauingenieur und Unternehmer
- Schürch, Johann Robert (1895–1941), Schweizer Maler, Zeichner, Graphiker
- Schürch, Marco (* 1994), Schweizer Grasskiläufer
- Schürch, Paul (1886–1939), Schweizer Landschafts-, Genre- und Porträtmaler
- Schürch, Simon (* 1990), Schweizer Ruderer
- Schurch, Theodore (1918–1946), britischer Soldat und Spion
- Schürch, Wilhelm (1882–1955), Schweizer Architekt
- Schurchno, Olena (* 1978), ukrainische Marathonläuferin

### Schurd
- Schurda, Ignaz von (1822–1879), österreichischer Beamter und Politiker

### Schure
- Schuré, Édouard (1841–1929), französischer Schriftsteller und TheosophÉdouard Schuré (1841–1929)

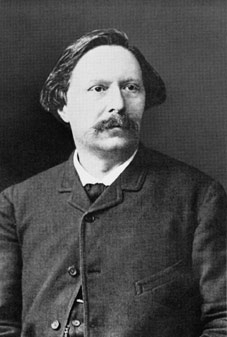
Édouard Schuré (1841–1929)

- Schure, Johannes ter (1922–2003), niederländischer Salesianer Don Boscos und römisch-katholischer Bischof
- Schurek, Paul (1890–1962), deutscher Schriftsteller, Bühnen- und Hörspielautor
- Schureman, James (1756–1824), US-amerikanischer Politiker
- Schuren, Gert van der († 1496), Sekretär am Hof des Klever Herzogs; Verfasser einer klevischen Chronik
- Schüren, Heinrich (1801–1874), Oberschulinspektor, Direktor des evangelischen Lehrerseminar in Osnabrück
- Schüren, Hermann-Josef (* 1954), deutscher Schriftsteller
- Schüren, Peter (* 1953), deutscher Rechtswissenschaftler und Hochschullehrer
- Schüren, Ute (* 1963), deutsche Altamerikanistin und Ethnologin
- Schürenberg, Johann Wilhelm (1831–1894), deutscher Bauunternehmer und Stadtverordneter
- Schürenberg, Lisa (1903–1952), deutsche Kunsthistorikerin
- Schürenberg, Siegfried (1900–1993), deutscher Schauspieler und Synchronsprecher
- Schürer von Waldheim, Friedrich (1866–1935), österreichischer Arzt und Alternativmediziner
- Schurer, Bruno (* 1947), deutscher Wirtschaftspädagoge
- Schürer, Christoph, deutscher Naturwissenschaftler und Glasmacher
- Schurer, Eddy (* 1964), niederländischer Radrennfahrer
- Schürer, Emil (1844–1910), deutscher protestantischer Theologe
- Schürer, Ernst (1933–2021), deutschamerikanischer Germanist
- Schurer, Ewald (1954–2017), deutscher Politiker (SPD), MdB
- Schurer, Fedde (1898–1968), friesischer Schriftsteller
- Schürer, Franz (1822–1886), österreichischer Politiker
- Schürer, Franz (1900–1973), österreichischer Politiker (SPÖ), Abgeordneter zum Nationalrat
- Schürer, Friedrich (1881–1948), deutscher U-Boot-Konstrukteur
- Schürer, Gerhard (1921–2010), deutscher Politiker (SED), MdVGerhard Schürer (1921–2010)

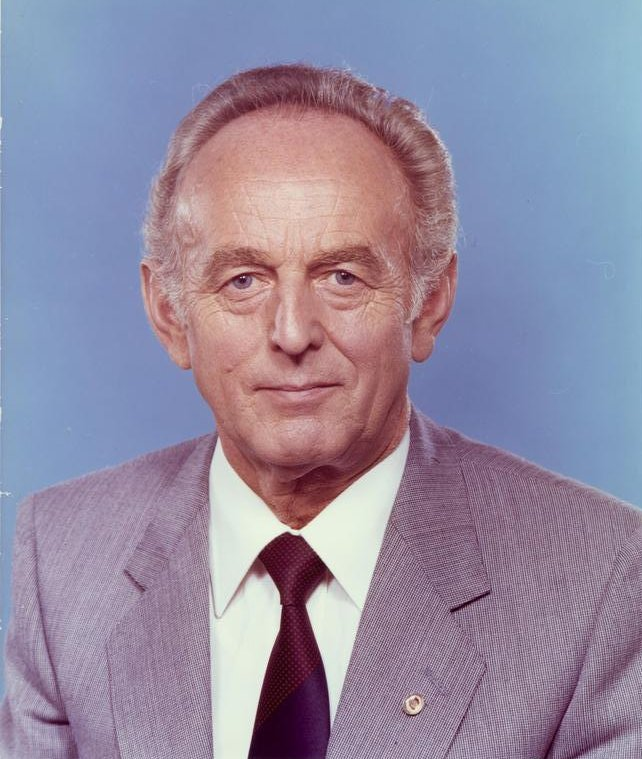
Gerhard Schürer (1921–2010)

- Schürer, Hans (1911–1996), deutscher Fotograf
- Schürer, Helmut (1920–2005), deutscher Maler und Volksschaffender
- Schürer, Johann Georg († 1786), Komponist am Dresdner Hof
- Schürer, Lothar (* 1928), deutscher Fußballspieler
- Schürer, Max (1910–1997), Schweizer Mathematiker, Astronom und Geodät
- Schürer, Oskar (1892–1949), deutscher Kunsthistoriker, Schriftsteller und Hochschullehrer
- Schürer, Ulrich (* 1947), deutscher Zoologe und Zoodirektor
- Schürer, Wilhelm (1886–1975), deutscher Architekt
- Schürer-Waldheim, Friedrich (1896–1991), österreichischer Chirurg

### Schurf
- Schurf, Bernd (* 1943), deutscher Fachdidaktiker
- Schürf, Stefan (* 1989), deutscher Fußballspieler
- Schurff, Augustin (1495–1548), deutscher Physiker und Mediziner
- Schurff, Christoph Dismas von, Herr auf Hohenaschau und Wildenwart
- Schurff, Hans (1415–1480), Schweizer Bürgermeister
- Schürff, Hans (1875–1939), österreichischer Politiker (GdP, DnP), Landtagsabgeordneter, Abgeordneter zum Nationalrat
- Schurff, Hieronymus (1481–1554), deutscher Jurist

### Schurg
- Schürg, Matthias (1805–1890), nassauischer Politiker
- Schürg, Michael (* 1984), deutscher Fußballspieler
- Schurgast, Melanie (* 1990), österreichische Fußballspielerin
- Schürger, Gustav (1908–1969), deutscher Wasserballspieler
- Schürger, Wolfgang (* 1964), evangelischer Theologe
- Schürgers, Josef (1922–2001), deutscher Politiker (CDU), MdL
- Schurgers, Ludo (* 1955), belgischer Radrennfahrer

### Schurh
- Schurhammer, Hermann (1881–1952), deutscher Ingenieur, Baurat und Naturschutzbeauftragter
- Schurhammer, Romy (1936–2019), deutsche Journalistin und Autorin
- Schürheck, Freddie (* 1987), deutsche Moderatorin und Journalistin
- Schürhoff, Else (1898–1960), deutsche Opernsängerin (Alt)
- Schürholz, Paul (1893–1972), deutscher Politiker (Zentrum, NSDAP, CDU), Bürgermeister von Dorsten
- Schürholz, Paula (* 2002), deutsche Volleyballspielerin

### Schuri
- Schuri, Arno (* 1983), österreichischer Fußballspieler
- Schuri, Monika (* 1969), deutsche Langstreckenläuferin
- Schurian, Andrea (* 1957), österreichische Journalistin und Moderatorin
- Schurian-Bremecker, Christiane (* 1960), deutsche Pädagogin, Kultur- und Sozialwissenschaftlerin
- Schurich, Katrin (* 1970), österreichische Theaterschauspielerin und -regisseurin
- Schuricht, Carl (1880–1967), deutscher Dirigent
- Schuricht, Christian Friedrich (1753–1832), deutscher Architekt, Baubeamter, Gartenarchitekt, Kupferstecher und Zeichner
- Schuricht, Friedhelm (1931–2018), deutscher Politiker (SPD), MdL
- Schuricht, Hans (* 1933), deutscher Organist und Orgelbauer
- Schuricht, Walter (1878–1925), deutscher Maschinenbau-Ingenieur und Unternehmer
- Schuricht, Werner (* 1936), deutscher Pomologe und Autor von Fachbüchern
- Schuricke, Rudi (1913–1973), deutscher Sänger und SchauspielerRudi Schuricke (1913–1973)

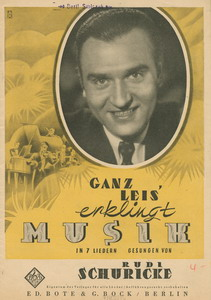
Rudi Schuricke (1913–1973)

- Schurida, Muhammad Taqi (1858–1926), persischer Poet
- Schurig, Andreas (* 1958), deutscher Mathematiker, Theologe und Datenschutzbeauftragter
- Schurig, Arthur (1869–1932), deutscher Landwirt, Gutspächter, Agrarwissenschaftler und Fabrikant
- Schurig, Arthur (1870–1929), deutscher Philologe, Archäologe, Schriftsteller und Übersetzer vor allem französischer Autoren
- Schurig, Gottfried (1865–1941), deutscher Unternehmer und Politiker (DDP), MdBB, MdR
- Schurig, Helene (1872–1915), deutsche Malerin
- Schurig, Johann Karl August (1828–1901), sächsischer Generalleutnant und Intendant
- Schurig, Johannes (1864–1929), sächsischer Oberst
- Schurig, Karl Wilhelm (1818–1874), deutscher Maler und Illustrator
- Schurig, Klaus (* 1942), deutscher Rechtswissenschaftler
- Schurig, Matthias († 1697), deutscher Orgelbauer
- Schurig, Peter (* 1942), deutscher Badmintonspieler
- Schurig, Richard (1820–1896), deutscher Mathematiklehrer und Astronom
- Schurig, Rudolf (1835–1901), deutscher Politiker, Justizminister und Ministerpräsident im Königreich Sachsen
- Schurig, Volker (* 1940), deutscher Chemiker
- Schurig, Volker (1942–2014), deutscher Psychologe und Hochschullehrer
- Schurig, Walter (1897–1973), deutscher Kunstpädagoge, Maler, Grafiker, Heimat- und Denkmalpfleger
- Schurig, Wolfram (* 1967), österreichischer Komponist und Blockflötist
- Schurin, Wladimir Dmitrijewitsch (1891–1962), russisch-sowjetischer Wasserbauingenieur und Hochschullehrer
- Schuring, Morris (* 2005), niederländischer Automobilrennfahrer
- Schuring, Yvonne (* 1978), österreichische Kanutin

### Schurj
- Schurjak, Eduard Wladimirowitsch (* 1948), sowjetisch-US-amerikanischer theoretischer Physiker

### Schurk
- Schürk-Frisch, Hilde (1915–2008), deutsche Künstlerin
- Schürkes, Anna (1883–1971), deutsche Widerstandskämpferin gegen den Nationalsozialismus und Judenhelferin
- Schürkes, Anton (1878–1924), deutscher katholischer Priester
- Schurkus, Eckhard, deutscher Basketballspieler und -trainer
- Schurkus, Maik T. (* 1970), deutscher Autor

### Schurl
- Schürl, Karl (1866–1924), österreichischer Politiker (DnP), Abgeordneter zum Nationalrat
- Schürle, Georg (1870–1909), deutscher Missionar
- Schürle, Wolfgang (* 1941), deutscher Landrat (CDU) des Alb-Donau-Kreises (1989–2005)
- Schürle-Finke, Simone (* 1985), deutsche biomedizinische Ingenieurin
- Schurlywa, Olena (1898–1971), ukrainische Dichterin

### Schurm
- Schurman, Donald M. (1924–2013), kanadischer Historiker und Hochschullehrer
- Schurman, Jacob Gould (1854–1942), US-amerikanischer Hochschullehrer und Diplomat
- Schürmann, Achim (* 1974), deutscher Handballspieler und -trainer
- Schürmann, Anna Maria von (1607–1678), niederländisch-deutsche Künstlerin, Theologin, UniversalgelehrteAnna Maria von Schürmann (1607–1678)

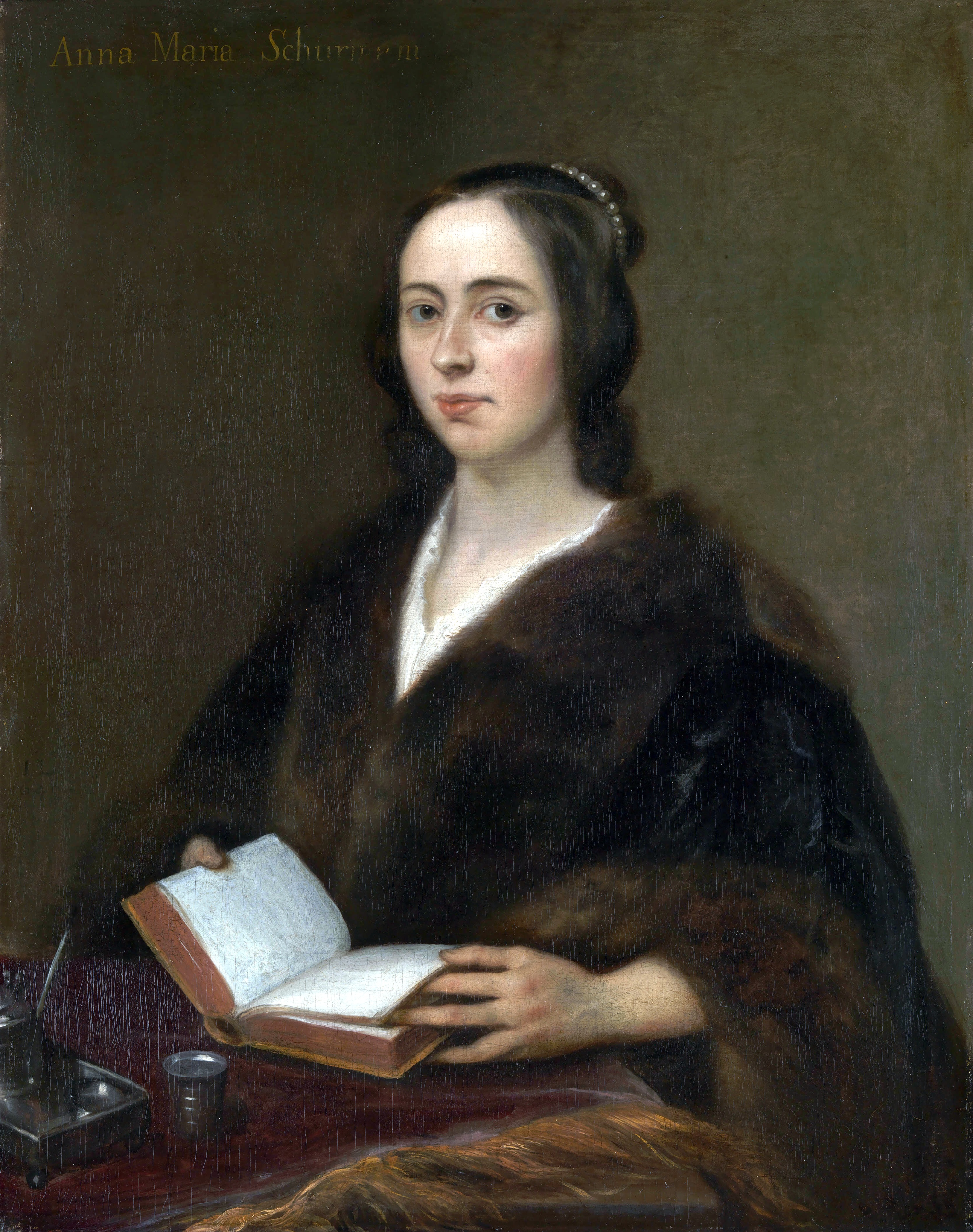
Anna Maria von Schürmann (1607–1678)

- Schürmann, Annette (* 1960), deutsche Molekularbiologin
- Schürmann, Björn, deutscher Filmregisseur, Autor, Filmproduzent und Regiedozent
- Schürmann, Clamor Wilhelm (1815–1893), deutscher evangelischer Missionar und Pastor in Australien
- Schürmann, Clemens (1888–1957), deutscher Radrennfahrer und Architekt
- Schürmann, Daniel (1752–1838), deutscher Pädagoge und Lehrbuchautor
- Schürmann, Dominik (* 1971), Schweizer Kontrabassist
- Schürmann, Elly (* 1923), deutsche Krankenschwester
- Schürmann, Eva (* 1967), deutsche Philosophin
- Schürmann, Ferdinand (1896–1966), deutscher Politiker (NSDAP), MdR
- Schürmann, Fritz (1863–1927), deutscher Tier- und Jagdmaler der Düsseldorfer Schule
- Schürmann, Georg Caspar († 1751), deutscher Sänger (Tenor) und Komponist des Barock
- Schurmann, Gerard (1924–2020), britischer Komponist und Dirigent
- Schürmann, Gereon (* 1957), deutscher Sportler und Politiker (ödp)
- Schürmann, Gustav (1872–1962), Ingenieur, früher deutscher Automobilkonstrukteur und Unternehmer
- Schürmann, Heinrich (1922–2010), deutscher Politiker (CDU), MdL
- Schürmann, Heinrich (* 1951), deutscher Jurist und Richter im Ruhestand
- Schürmann, Heinz (1913–1999), römisch-katholischer Theologe und Neutestamentler
- Schürmann, Heinz (1922–2010), deutscher Unternehmer
- Schürmann, Joachim (1926–2022), deutscher Architekt und Hochschullehrer
- Schürmann, Johann Heinrich (1777–1858), evangelischer Lehrer, Heimatforscher
- Schürmann, Jörg (* 1976), deutscher Handballspieler
- Schürmann, Kurt (1920–2006), deutscher Neurochirurg
- Schürmann, Kurt (* 1925), Schweizer Schwerverbrecher
- Schürmann, Laurids (* 2002), deutscher Schauspieler
- Schürmann, Leo (1917–2002), Schweizer Politiker (CVP)
- Schürmann, Marc (* 1976), deutscher Journalist und Buchautor
- Schürmann, Margot (1924–1998), deutsche Architektin
- Schürmann, Michael (* 1955), deutscher Mathematiker
- Schürmann, Mike (1972–2019), deutscher Fußballspieler
- Schürmann, Paul (1895–1941), deutscher Militärpathologe und Tuberkuloseforscher
- Schürmann, Peter (* 1955), deutscher Architekt und Hochschullehrer
- Schürmann, Petra (1933–2010), deutsche Fernsehmoderatorin, Programmsprecherin, Schauspielerin und ehemalige Miss WorldPetra Schürmann (1933–2010)

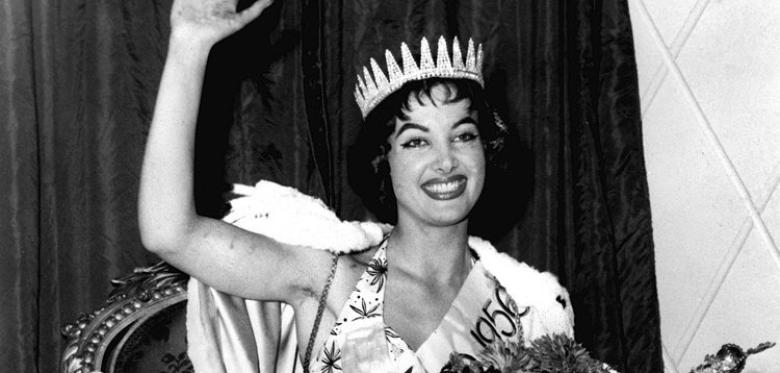
Petra Schürmann (1933–2010)

- Schürmann, Pierre-André (* 1960), Schweizer Fußballspieler und -trainer
- Schürmann, Reiner (1941–1993), deutscher Philosoph
- Schürmann, Samuel (* 1979), deutscher Sänger, Schauspieler und Musical-Darsteller
- Schürmann, Sandra (* 1970), deutsche Sozialunternehmerin
- Schurmann, Sara (* 1988), deutsche Journalistin und Kommunikatorin
- Schürmann, Susanne, deutsche Verlagslektorin, Schriftstellerin und Übersetzerin
- Schürmann, Thomas (* 1975), deutscher Radio- und Fernsehmoderator
- Schürmann, Thomas (* 1979), deutscher politischer Beamter
- Schürmann, Timothy (* 2001), Schweizer American-Football-Spieler
- Schürmann, Ulrich (* 1943), deutscher Politiker (SPD)
- Schürmann, Volker (* 1960), deutscher Sportphilosoph, Hochschullehrer
- Schürmann, Walter (* 1929), deutscher Radrennfahrer
- Schürmann, Werner (1929–2012), deutscher Bildhauer und Sänger
- Schürmann, Wilhelm (* 1946), deutscher Fotograf, früherer Fotojournalist, späterer Professor für Fotografie
- Schürmann, Willy (1913–2008), deutscher Maler und Grafiker
- Schürmann-Horster, Wilhelm (1900–1943), Widerstandskämpfer gegen den Nationalsozialismus
- Schürmann-Mock, Iris (* 1947), deutsche Journalistin und Schriftstellerin
- Schürmayer, Ignaz Heinrich (1802–1881), deutscher Arzt
- Schürmeyer, Walter (1889–1976), deutscher Bibliothekar und Kunsthistoriker

### Schurn
- Schürnbrand, Jan (1972–2016), deutscher Jurist und Hochschullehrer

### Schuro
- Schurotschkina, Marija Wladimirowna (* 1995), russische Synchronschwimmerin
- Schurotschkina, Njuscha Wladimirowna (* 1990), russische SängerinNjuscha Wladimirowna Schurotschkina (* 1990)

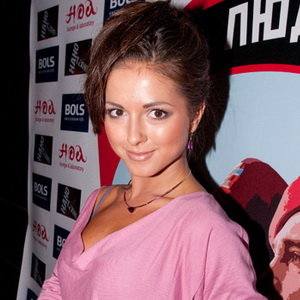
Njuscha Wladimirowna Schurotschkina (* 1990)

- Schurowa, Swetlana Sergejewna (* 1972), russische Eisschnellläuferin

### Schurp
- Schurpajew, Iljas Imranowitsch (1975–2008), russischer Journalist
- Schürpf, Natalie (* 1993), Schweizer Unihockeyspielerin
- Schürpf, Pascal (* 1989), Schweizer Fussballspieler

### Schurr
- Schurr, Adolf (1930–2018), deutscher Philosoph, Theologe und Hochschullehrer
- Schurr, Benno (1919–2002), deutscher Hörspielregisseur und Autor
- Schurr, Dieter (1941–2024), deutscher Fußballspieler
- Schurr, Francesco A. (* 1972), deutscher Jurist und Universitätsprofessor
- Schürr, Friedrich (1888–1980), österreichischer Romanist
- Schurr, Hans (1864–1934), deutscher Architekt
- Schurr, Marc Carel (* 1965), deutscher Kunsthistoriker und Hochschullehrer
- Schurreit, Wolfgang (1941–2024), deutscher Politiker (SPD), MdL
- Schürrer, Christine (* 1976), deutsche Staatsbürgerin, die zwei schwedische Kinder ermordete
- Schürrer, Hermann (1928–1986), österreichischer Schriftsteller
- Schurrer, Robert (1890–1972), französischer Sprinter
- Schürrer, Wolfgang (* 1946), österreichischer Politiker (ÖVP), Landtagsabgeordneter
- Schurries, Johann Christian (1700–1762), deutscher Bildhauer
- Schürrle, André (* 1990), deutscher FußballspielerAndré Schürrle (* 1990)

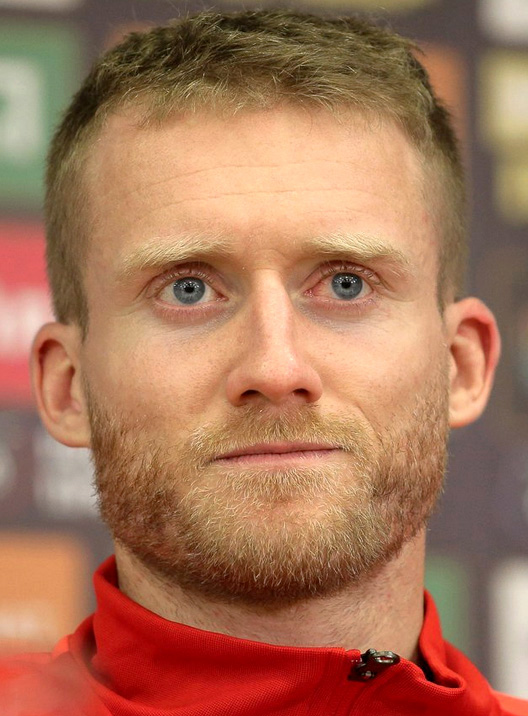
André Schürrle (* 1990)

- Schurrmann, Werner (* 1926), deutscher Fußballspieler

### Schurs
- Schurschin, Nikita Alexandrowitsch (* 1993), russischer Bahnradsportler
- Schürstab, Erhard († 1461), Losunger (Bürgermeister), Patrizier und Kriegshauptmann von Nürnberg

### Schurt
- Schurtanner, Jakob († 1526), Schweizer katholischer Priester und evangelisch-reformierter Pfarrer in Teufen und Reformator im Appenzellerland
- Schurte, Theobald (* 1940), liechtensteinischer Sportschütze
- Schurtenberger, Niklaus (* 1968), Schweizer Springreiter
- Schurtenberger, René (* 1966), Schweizer Autor und Verleger
- Schurtenberger, Sven (* 1991), Schweizer Schwinger
- Schurter, Doris Russi (* 1956), Schweizer Rechtsanwältin und Managerin
- Schurter, Nino (* 1986), Schweizer MountainbikerNino Schurter (* 1986)

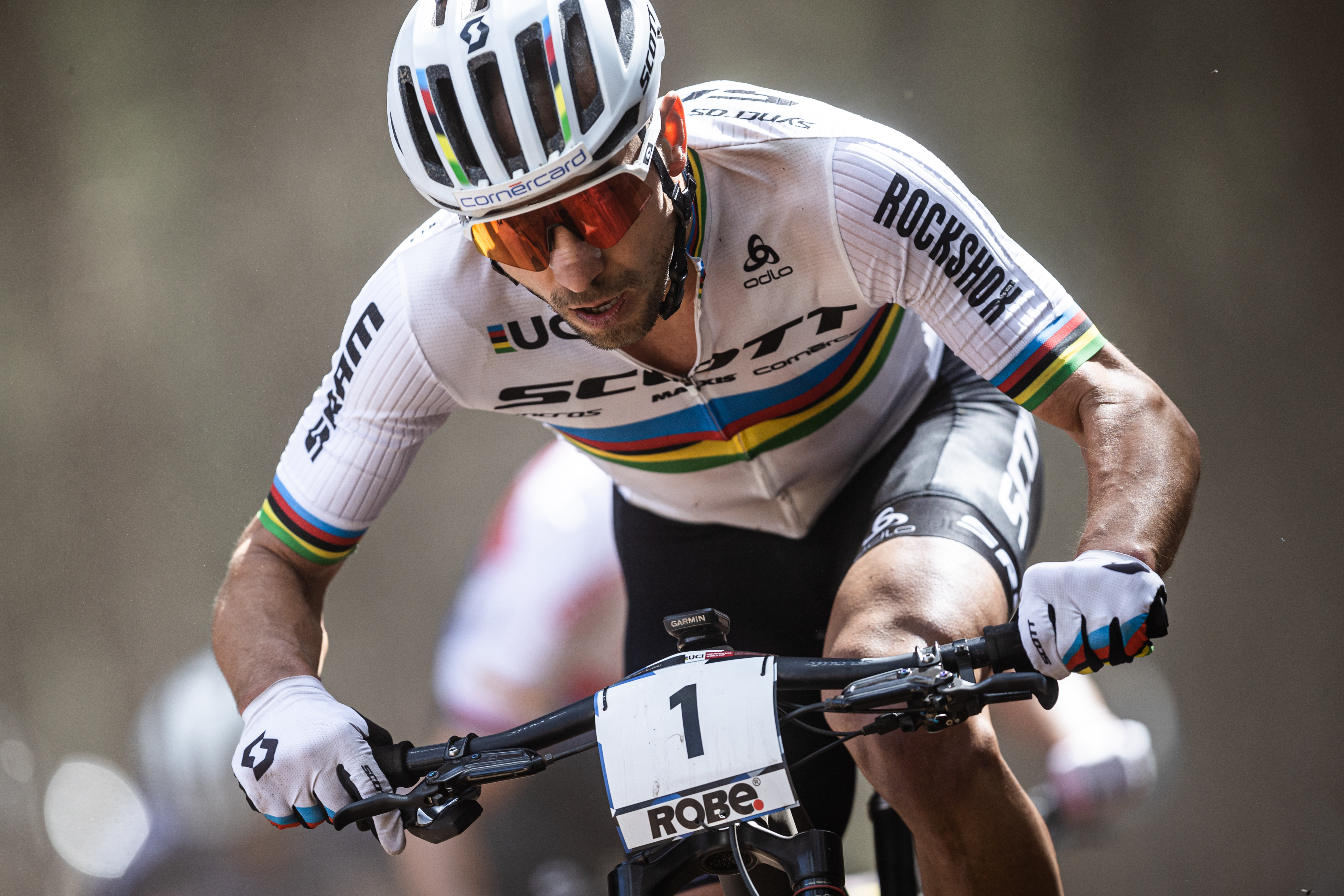
Nino Schurter (* 1986)

- Schurth, Ernst (1848–1910), deutscher Maler und Hochschullehrer
- Schurti, Manfred (* 1941), Liechtensteiner Automobilrennfahrer
- Schurti, Pio (* 1964), liechtensteinischer Politiker
- Schurtz, Heinrich (1863–1903), deutscher Ethnologe und Historiker

### Schury
- Schury, Daniel (* 1976), deutscher Eishockeyspieler
- Schury, Gudrun (* 1959), deutsche Autorin, Literaturwissenschaftlerin und Dozentin
- Schuryga, Angelina (* 1996), kasachische Skilangläuferin
- Schurygin, Wladislaw Wladislawowitsch (* 1963), russischer Journalist
- Schuryk, Aljaksandr (* 1975), belarussischer Eishockeyspieler und -trainer
- Schurynow, Murat (* 1941), kasachischer Chemiker

### Schurz
- Schurz, Anton (1794–1859), österreichischer Schriftsteller
- Schurz, Barbara (* 1973), österreichische Künstlerin
- Schurz, Carl (1829–1906), deutsch-amerikanischer Revolutionär, General und StaatsmannCarl Schurz (1829–1906)

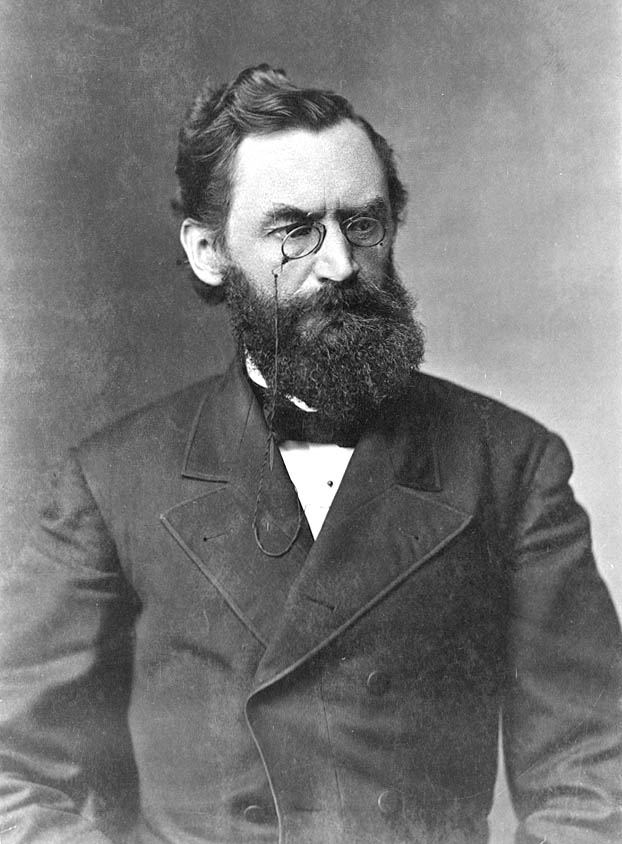
Carl Schurz (1829–1906)

- Schurz, Gerhard (* 1956), österreichischer Philosoph
- Schurz, Grete (1934–2022), österreichische Frauenrechtlerin, erste Frauenbeauftragte Österreichs
- Schurz, Hans (* 1913), österreichischer SS-Untersturmführer und Leiter der Politischen Abteilung im KZ Auschwitz
- Schurz, Hans-Peter (* 1942), deutscher Dirigent, Chorleiter und Hochschullehrer
- Schurz, Josef (1924–2016), österreichischer Chemiker
- Schurz, Katharina (1839–1906), österreichische Sängerin
- Schürz, Martin (* 1964), österreichischer Volkswirt und Psychotherapeut
- Schürze, deutscher Schlagersänger
- Schurzfleisch, Heinrich Leonhard (1664–1722), deutscher Jurist, Historiker und Bibliothekar
- Schurzfleisch, Konrad Samuel (1641–1708), deutscher Historiker, Polyhistor und Bibliothekar